# Polonje Tomaševečko
 Polonje Tomaševečko  falu Horvátországban Zágráb megyében. Közigazgatásilag Szentivánzelinához tartozik.

## Fekvése
Zágrábtól 30 km-re, községközpontjától  5 km-re északkeletre, a Lónya folyó bal partján, az A4-es autópálya mellett fekszik.

## Története
A polonjei birtokot 1549-ben említik először. 1720-ban "Polonje Superior et Inferior" (azaz Felső- és Alsó Polonje) néven szerepel. 
A falunak 1910-ben 64 lakosa volt. Trianonig Zágráb vármegye Szentivánzelinai járásához tartozott. 1948-ig településrész volt. 1953-óta számít különálló falunak. 2001-ben 48 lakosa volt.

## Lakosság
| Lakosság változása | Lakosság változása | Lakosság változása | Lakosság változása | Lakosság változása | Lakosság változása | Lakosság változása | Lakosság változása | Lakosság változása | Lakosság változása | Lakosság változása | Lakosság változása | Lakosság változása | Lakosság változása | Lakosság változása |
| ------------------ | ------------------ | ------------------ | ------------------ | ------------------ | ------------------ | ------------------ | ------------------ | ------------------ | ------------------ | ------------------ | ------------------ | ------------------ | ------------------ | ------------------ |
| 1857               | 1869               | 1880               | 1890               | 1900               | 1910               | 1921               | 1931               | 1948               | 1953               | 1961               | 1971               | 1981               | 1991               | 2001               |
| 0                  | 0                  | 0                  | 0                  | 0                  | 64                 | 70                 | 65                 | 49                 | 49                 | 49                 | 48                 | 47                 | 47                 | 48                 |

## Külső hivatkozások
- Szentivánzelina község hivatalos oldala
- Kalinski: Ojkonimija zelinskoga kraja. Zagreb. 1985.